# أيزو 1-639
| ابحث عن اللغة                                                 |
| ------------------------------------------------------------- |
| أدخل رمز اللغة حسب ISO 639-1 للانتقال إلى صفحة اللغة الموافقة |
|                                                               |

أيزو 1-639 (بالإنجليزية:ISO 639-1) هو الجزء الأول من مجموعة أيزو 639 للمعايير الدولية لرموز اللغات. يشمل الجزء الأول على تسجيل الرموز المكونة من حرفين. هناك 184 رمزًا من حرفين سُجلت اعتبارًا من ديسمبر 2018. تغطي الرموز المسجلة اللغات الرئيسية في العالم.
هذه الرموز هي اختصار دولي ورسمي للإشارة إلى اللغات.
| الرمز | اسم اللغة في آيزو 639-1 | اسم اللغة في آيزو 639-1 | اسم اللغة في آيزو 639-1 | الاسم المحلي للغة (المستخدم في المنطقة المحلية) |
| الرمز | الإنجليزية              | الفرنسية                | الالمانية               | الاسم المحلي للغة (المستخدم في المنطقة المحلية) |
| ----- | ----------------------- | ----------------------- | ----------------------- | ----------------------------------------------- |
| en    | English                 | anglais                 | Englisch                | English                                         |
| es    | Spanish                 | espagnol                | Spanisch                | español                                         |
| pt    | Portuguese              | portugais               | Portugiesisch           | português                                       |
| zh    | Chinese                 | chinois                 | Chinesisch              | 中文, Zhōngwén                                  |

تستخدم العديد من مواقع الويب متعددة اللغات - مثل ويكيبيديا - هذه الرموز لبادئة عناوين URL لإصدارات لغة معينة من مواقع الويب الخاصة بها: على سبيل المثال، en.Wikipedia.org هو الإصدار الإنجليزي من ويكيبيديا. . (غالبًا ما تختلف لاحقات رمز نطاق المستوى الأعلى الخاص بالبلد المكونة من حرفين عن بادئات علامة اللغة هذه).
تمت الموافقة على أيزو 639 وهو الأصدار الأولي لرموز اللغة في عام 1967. وقُسم إلى أجزاء، وفي عام 2002 أصبح أيزو 1-639 هو النسخة الجديدة للإصدار الأولي. آخر رمز أُضيف كان في 26 فبراير 2003 وهو ht ويمثل اللغة الكريولية الهايتية . تم تشجيع استخدام المعيار من خلال علامات لغة IETF ، التي تم تقديمها في RFC 1766 في مارس 1995 ، واستمرت بواسطة RFC 3066 من يناير 2001 وRFC 4646 من سبتمبر 2006. الإصدار الحالي هو RFC 5646 من سبتمبر 2009. Infoterm (مركز المعلومات الدولي) للمصطلحات) هي سلطة التسجيل لرموز ISO 639-1.
لا تتم إضافة رموز جدية إلى آيزو 1-639 في حال كان الرمز مذكورا في أيزو 2-639 ، لذلك فالأنظمة التي تستخدم رموز آيزو 1-639 وأيزو 2-639 ولكن تفضل رموز آيزو 1-639 لا يتعين عليها تغيير الرموز الحالية.